# Caroline Meva
Caroline Meva (ou Doris Caroline Meva'a) est une romancière camerounaise et épouse d'un ancien ministre du gouvernement au Cameroun.

## Biographie

### Enfance, éducation et débuts
Caroline Meva et originaire de Messamena à l'Est du Cameroun. Elle a fréquenté le Cosatho, le lycée de Bertoua et l'Université de Yaoundé. Elle est diplômée d’études supérieures de littérature et de philosophie.

### Carrière
Epouse de Polycarpe Abah Abah, Caroline Meva a travaillé comme cadre au ministère des finances au Cameroun. 
En 2000, elle est inculpée pour détournement de fonds. Elle est libérée en 2003 pour faits non établis,. Dans le cadre de l'Opération Épervier, son nom est mentionné et des numéros de comptes lui sont attribués dans la « nouvelle vague des milliardaires camerounais » par enrichissement illicite,,. Elle témoigne, avec ses trois enfants dans le procès de son époux.

### Œuvres
- Les Exilés de Douma, (trois tomes). Fresque historique.
- Les supplices de la chair - E-bok, Franska, 2019. Drame érotique[8],[9].